# .et
.et е интернет домейн от първо ниво за Етиопия. Още значи на латински и френски за „и“. Администрира се от Етиопска телекомуникационна корпорация. Представен е през 1991.

## Домейни от второ ниво
- .com.et
- .gov.et
- .org.et
- .edu.et
- .net.et
- .biz.et
- .name.et
- .info.et